# コナー・ハリデイ
コナー・ハリデイ（Connor Halliday 1992年3月23日- ）はアイダホ州ルイストン出身のアメリカンフットボール選手。ポジションはクォーターバック。ワシントン州立大学でプレーし、2014年のカリフォルニア大学戦でNCAAディビジョンI記録となる734ヤードを投げたが試合には敗れた。

## 経歴
ワシントン州スポケーンのジョエル・E・フェリス高校に入学し、最終学年の時には4198ヤード、43TDをあげて、グレーター・スポケーンリーグの最優秀攻撃選手に選ばれた。またグレーター・スポケーンリーグの8試合で、それまでマーク・リッピンが持っていたパス獲得記録1,975ヤードを上回る2,260ヤードを投げた。
ワシントン州立大学に進学し、2010年は練習生として過ごした。2011年、先発1試合を含む4試合に出場、アリゾナ州立大学戦でパシフィック12カンファレンスの新人記録となる494ヤードを投げて、4TDをあげた。
2012年、5試合の先発を含む9試合に出場し、パス291回中152回成功、1,874ヤード、15TD、13INTの成績を残した。
2013年には全13試合に先発出場し、大学記録、カンファレンス記録、NCAA記録を多く塗り替えた。オレゴン大学戦ではドリュー・ブリーズのNCAA記録を更新する89回のパスを試みた。この年のパス試投714回、パス成功449回はいずれも大学記録、カンファレンス記録を塗り替えた。パス獲得4,597ヤードも大学記録であり、34TDは、ライアン・リーフに並ぶ大学タイ記録であった。ニューメキシコボウルではコロラド州立大学戦で410ヤード、6TDをあげる活躍を見せたがチームは敗れた。
2014年シーズン開幕前、彼は4人のQBが選ばれたESPNが選ぶカンファレンスの25人の優秀な選手に選ばれなかった。10月4日、カリフォルニア大学戦で試合には敗れたものの、NCAAディビジョンI記録となる734ヤードを投げた。それまでの記録はヒューストン大学のデビッド・クリングラーが1990年のコカコーラボウルで記録した716ヤードであった。11月1日のUSC戦でレナード・ウィリアムズのヒットを受けた際、脛骨と腓骨を骨折し、大学でのキャリアを終えた。それまで9試合でパス成功率67%、3,873ヤードを投げて32TD、11INTの成績を残していた。
ドラフト前に2月に行われたNFLスカウトコンバインや、ワシントン州立大学のプロデイでもプレーを見せることはできなかった。
ワシントン州立大学ではマイク・リーチのパス偏重オフェンス（ほとんどのプレーがショットガンフォーメーションで行われた）で活躍したが、怪我の状態及びNFLスタイルのオフェンスにアジャストできるか疑問視されて、2015年のNFLドラフトでは指名されなかった。5月2日、ドラフト外フリーエージェントでワシントン・レッドスキンズと契約したが、3日間行われるチームのミニキャンプに顔を見せることなく、5月15日に解雇された。その後、彼が引退を決意したことが明らかになった。